# Hwayobi
Hwayobi (tiếng Hàn: 화요비, 火曜飛 Hỏa Diệu Phi), sinh ngày 11 tháng 2 năm 1982, là một nữ ca sĩ Hàn Quốc.

## Tiểu sử
Hwayobi là nữ ca sĩ có giọng hát mạnh mẽ, được mệnh danh là "Mariah Carey của Hàn Quốc". Thật không phóng đại khi gọi cô ấy là diva của thể loại R&B Hàn Quốc, vì cô sở hữu một giọng hát cao và vang. Đặc biệt, Hwayobi rất nổi tiếng với những màn trình diễn sống mà giọng hát của cô gây áp đảo người nghe với chất giọng mạnh mẽ và quyến rũ. Cô đã phát hành 6 đĩa nhạc tại Hàn Quốc, 1 đĩa nhạc tại Nhật Bản, cùng một vài đĩa nhạc đặc biệt ghi âm lại những màn trình diễn sống hơn là xuất hiện trên những chương trình ca nhạc truyền hình.
Hwayobi đã từng mơ ước trở thành một nghệ sĩ dương cầm khi còn bé. Tuy nhiên, khi đang học trung học, lần đầu tiên cô nghe nhạc của Mariah Carey và đã khiến cô yêu nhạc Soul/R&B. Cô tự học luyện thanh cho đến khi cô thắng giải quán quân trong một cuộc thi tài năng của đài phát thanh địa phương. Lúc đó, cô đang học năm thứ hai tại trường trung học. Điều này đã đưa Hwayobi trở thành một ca sĩ chuyên nghiệp. Ngay cả trước khi cô phát hành đĩa nhạc đầu tay, Hwayobi đã thu hút sự chú ý của giới truyền thông. Bằng cách tham gia vào những đĩa nhạc của các ca sĩ khác, như Park Hyo-Shin, và hát nhiều bài hát trong những bộ phim truyền hình, Hwayobi đã khiến những người yêu nhạc tò mò muốn biết cô là ai. Cuối cùng, cô đã chính thức phát hành đĩa nhạc đầu tiên vào năm 2000, với tên gọi "My All". Bài hát chủ đề của đĩa nhạc mang tên "Lie" đã trở thành một ca khúc thành công lớn. Khi đã trở thành sinh viên, cô vẫn duy trì đều đặn sự nghiệp âm nhạc của mình.
Tháng 11 năm 2004, Hwayobi bắt đầu hoạt động âm nhạc tại Nhật Bản dưới nghệ danh Hwayobi với đĩa đơn "Fly Again". Cả hai ca khúc trong đĩa đơn ("Fly Again" và "eternally") đều là nhạc chủ đề trong trò chơi Magna Carta: Crimson Stigmata (tại Hoa Kỳ, trò chơi này có tên là Tears of Blood).
Tháng 2 năm 2005, Hwayobi phát hành đĩa đơn thứ hai "天国の記憶" tại Nhật Bản.
Tháng 3 năm 2006, Hwayobi phát hành đĩa nhạc đầu tiên bằng tiếng Nhật "火曜飛". Đĩa nhạc này cũng có ca khúc "Lie" được Hwayobi trình bày bằng tiếng Nhật.
Tháng 2 năm 2006, với đĩa nhạc thứ năm bằng tiếng Hàn "5°", cô đã chính thức đổi tên nghệ danh thành Hwayobi tại thị trường âm nhạc Hàn Quốc.

## Đĩa nhạc

### Các đĩa nhạc tiếng Hàn
- [30.06.2000] Vol.1: My All
- [15.09.2001] Vol.2: Nineteen Plus One
- [09.10.2002] Vol.3: Because I Love You
- [24.10.2003] Best: Across the Romantic Bridge
- [08.07.2004] Vol.4: Uhn Je Ra Do (언제라도)
- [09.02.2006] Vol.5: 5°

### Các đĩa nhạc tiếng Nhật
- [29.03.2006] Hwayobi (火曜飛)

### Các đĩa đơn tiếng Nhật
- [17.11.2004] Fly Again
- [23.02.2005] Tengoku no Kioku (天国の記憶)

### Các đĩa nhạc phim
- [12.10.2004] Second Propose OST (두번째 프러포즈 OST)
Track 03 Ijhyuh Jin Gye Jul (잊혀진 계절)
- [25.05.2005] Fashion 70's OST (패션 70's OST)
Track 08 Geurim Ja (그림자)

### Các ca khúc hợp diễn
- [06.2001] Bul Ssuh 1 Nyun (벌써 1년) - Brown Eyes
Track 05 Geu Nyuh Ga Na Reul Bo Neh (그녀가 나를 보네; adlib)
- [12.2001] I Have a Dream - Rich
Track 05 Without You
- [29.05.2002] 2002 FIFA World Cup Official Album - Songs of Korea/Japan
Track 07 Dream
- [28.06.2002] Leessang of Honey Family - Leessang
Track 16 Kkeut Eu Ro (끝으로)
- [09.2004] Slow Jam - Honey Family
Track 04 Joh Eun Ahchim (좋은 아침)
- [08.04.2002] Jun So Young Vol.1 - Jun So Young (전소영)
Track 10 Irony
- [01.02.2006] 12 Memories of Love
Track 05 Stars
Track 06 Sarang Han Geu Nal Ehn (사랑한 그 날엔)